# Cameroun aux Jeux olympiques d'été de 2000
Le Cameroun aux Jeux olympiques d'été de 2000 à Sydney se classe 49e ex æquo avec la Colombie et le Mozambique avec une médaille d'or chacun.

## Nombre d'athlètes qualifiés par sport
Voici la liste des qualifiés et sélectionnés Camerounais par sport (remplaçants compris) :
| Sport      | Hommes | Femmes | Total |
| ---------- | ------ | ------ | ----- |
| Athlétisme | 4      | 8      | 12    |

## Liste des médaillés camerounais

### Médailles d'or
| Sport              | Discipline       | Sportifs | Performance |
| Médailles d'or : 1 |                  | |             |
| Football           | Tournoi masculin | Cameroun Patrice Abanda Nicolas Alnoudji Clément Beaud Daniel Bekono Serge Branco Joël Epalle Lauren Etame Mayer Samuel Eto'o Idriss Carlos Kameni Modeste M'Bami Patrick Mboma Albert Meyong Serge Mimpo Daniel Ngom Kome Aaron Nguimbat Geremi Njitap Patrick Suffo Pierre Wome |             |

### Médailles d'argent
Aucun athlète camerounais ne remporte de médaille d'argent durant ces JO.

### Médailles de bronze
Aucun athlète camerounais ne remporte de médaille de bronze durant ces JO.

## Engagés camerounais par sport
Le Cameroun est engagé dans quatre sports : l'athlétisme, la boxe, le football et le judo.

### Athlétisme
Françoise Mbango est la seule athlète camerounaise à atteindre une finale. Elle termine 10e du triple saut.
Hommes
Courses
| Athlète                                                            | Épreuve | Séries   | Séries | Quarts de finale | Quarts de finale | Demi-finales | Demi-finales | Finale   | Finale |
| Athlète                                                            | Épreuve | Résultat | Rang   | Résultat         | Rang             | Résultat     | Rang         | Résultat | Rang   |
| ------------------------------------------------------------------ | ------- | -------- | ------ | ---------------- | ---------------- | ------------ | ------------ | -------- | ------ |
| Joseph Batangdon                                                   | 100 m   | 10 s 45  | 3e     | 10 s 52          | 9e               | NC           | NC           | NC       | NC     |
| Joseph Batangdon                                                   | 200 m   | 20 s 70  | 2e     | 20 s 55          | 5e               | NC           | NC           | NC       | NC     |
| Serge Bengono                                                      | 100 m   | 10 s 35  | 2e     | 10 s 46          | 7e               | NC           | NC           | NC       | NC     |
| Alfred Moussambani Benjamin Sirimou Serge Bengono Joseph Batangdon | 4x100 m | NC       | NC     | 39 s 62          | 5e               | NC           | NC           | NC       | NC     |

Femmes
Courses
| Athlète                                                             | Épreuve | Séries   | Séries | Quarts de finale | Quarts de finale | Demi-finales | Demi-finales | Finale   | Finale |
| Athlète                                                             | Épreuve | Résultat | Rang   | Résultat         | Rang             | Résultat     | Rang         | Résultat | Rang   |
| ------------------------------------------------------------------- | ------- | -------- | ------ | ---------------- | ---------------- | ------------ | ------------ | -------- | ------ |
| Myriam Léonie Mani                                                  | 100 m   | 11 s 24  | 2e     | 11 s 23          | 3e               | 11 s 40      | 6e           | NC       | NC     |
| Myriam Léonie Mani                                                  | 200 m   | 22 s 68  | 1re    | 22 s 88          | 2e               | 23 s 47      | 8e           | NC       | NC     |
| Mireille Nguimgo                                                    | 400 m   | 51 s 88  | 2e     | 51 s 08          | 4e               | 52 s 03      | 7e           | NC       | NC     |
| Claudine Komgang-Fotsing                                            | 400 m   | 51 s 74  | 3e     | 51 s 57          | 5e               | NC           | NC           | NC       | NC     |
| Carine Eyenga Françoise Mbango Anne-Marie Mouri-Nkeng Esther Mvondo | 4x100 m | NC       | NC     | NC               | NC               | 45 s 82      |              | NC       | NC     |

Concours
| Athlète          | Épreuve          | Qualification | Qualification | Finale   | Finale |
| Athlète          | Épreuve          | Distance      | Rang          | Distance | Rang   |
| ---------------- | ---------------- | ------------- | ------------- | -------- | ------ |
| Françoise Mbango | Saut en longueur | DNS           | -             | NC       | NC     |
| Françoise Mbango | Triple saut      | 14,13 m       | -             | 13,53 m  | 10e    |

### Boxe
Les deux camerounais engagés dans les épreuves de boxe, Herman Ngoudjo et Sakio Bika, sont éliminés au premier tour.
| Athlète        | Compétition | 1/16 de finale               | 1/8 de finale       | Quarts de finale    | Demi-finales        | Finale              |
| Athlète        | Compétition | Adversaire Résultat          | Adversaire Résultat | Adversaire Résultat | Adversaire Résultat | Adversaire Résultat |
| -------------- | ----------- | ---------------------------- | ------------------- | ------------------- | ------------------- | ------------------- |
| Herman Ngoudjo | (-54 kg)    | Taalaibek Kadiraliev Défaite | –                   | –                   | –                   | –                   |
| Sakio Bika     | (-71 kg)    | Scott MacIntosh Défaite      | –                   | –                   | –                   | –                   |

### Football
Le Cameroun remporte la première médaille d'or olympique en sport collectif de son histoire, en battant l'Espagne aux tirs au but en finale.
Sélection
| #          | Nom                | Club                | Âge        | Joués      | But inscrit | Averti     | Carton jaune · Carton jaune · Carton rouge | Carton rouge |
| Entraîneur | Entraîneur         | Entraîneur          | Entraîneur | Entraîneur | Entraîneur  | Entraîneur | Entraîneur                                 | Entraîneur   |
| ---------- | ------------------ | ------------------- | ---------- | ---------- | ----------- | ---------- | ------------------------------------------ | ------------ |
|            | Jean-Paul Akono    |                     |            |            |             |            |                                            |              |
| Gardiens   |                    |                     |            |            |             |            |                                            |              |
| 1          | Daniel Bekono      | Canon Yaoundé       | 22         | 3          | 0           | 0          | 0                                          | 0            |
| 18         | Carlos Kameni      |                     | 16         | 3          | 0           | 0          | 0                                          | 0            |
| Défenseurs |                    |                     |            |            |             |            |                                            |              |
| 3          | Pierre Womé        | Bologne             | 21         | 6          | 0           | 2          | 0                                          | 0            |
| 13         | Aaron Nguimbat     | Canon Yaoundé       | 22         | 5          | 0           | 0          | 0                                          | 1            |
| 17         | Serge Branco       | Eintracht Brunswick | 20         | 5          | 0           | 1          | 0                                          | 0            |
| 4          | Serge Mimpo        |                     | 26         | 6          | 0           | 2          | 0                                          | 0            |
| Milieux    |                    |                     |            |            |             |            |                                            |              |
| 5          | Patrice Abanda     | Apollon Kalamarias  | 22         | 6          | 0           | 1          | 0                                          | 0            |
| 7          | Nicolas Alnoudji   | Cotonsport Garoua   | 20         | 6          | 1           | 0          | 0                                          | 0            |
| 15         | Joël Epalle        |                     | 22         | 1 (2)      | 0           | 1          | 0                                          | 0            |
| 12         | Lauren Étamé Mayer | RCD Majorque        | 23         | 6          | 3           | 2          | 0                                          | 0            |
| 16         | Modeste M'Bami     | Dynamo FC Douala    | 17         | 1 (2)      | 1           | 0          | 0                                          | 0            |
| 11         | Daniel Ngom Kome   | Atlético de Madrid  | 20         | 0 (3)      | 0           | 1          | 0                                          | 0            |
| 8          | Geremi Njitap      | Real Madrid         | 21         | 5          | 0           |            | 1                                          | 0            |
| 6          | Clément Beaud      | Tonnerre Yaoundé    | 19         | 1          | 0           | 0          | 0                                          | 0            |
| Attaquants |                    |                     |            |            |             |            |                                            |              |
| 9          | Samuel Eto'o       | RCD Majorque        | 19         | 6          | 1           | 1          | 0                                          | 0            |
| 10         | Patrick Mboma      | Cagliari            | 29         | 6          | 4           | 1          | 0                                          | 0            |
| 2          | Albert Meyong Ze   | Ravenne             | 19         | 0 (3)      | 0           | 0          | 0                                          | 0            |
| 14         | Patrick Suffo      | FC Nantes           | 22         | 0 (3)      | 0           | 0          | 0                                          | 0            |

Classement
| Rang | Équipe     | Pts | J | G | N | P | Bp | Bc | Diff |
| ---- | ---------- | --- | - | - | - | - | -- | -- | ---- |
| 1    | États-Unis | 5   | 3 | 1 | 2 | 0 | 6  | 4  | +2   |
| 2    | Cameroun   | 5   | 3 | 1 | 2 | 0 | 5  | 4  | +1   |
| 3    | Koweït     | 3   | 3 | 1 | 0 | 2 | 6  | 8  | -2   |
| 4    | Tchéquie   | 2   | 3 | 0 | 2 | 1 | 5  | 6  | -1   |

|  | Qualifié pour le deuxième tour de la compétition.                                                                            |
|  | Pts points ; J joués ; G victoires ; N match nuls ; P défaites Bp buts marqués ; Bc buts encaissés ; Diff différence de buts |

Matchs
| 13 septembre 2000 | Cameroun                              | 3–2 | Koweït                    | Brisbane Cricket Ground, Brisbane               |                                                 |
| 19:00             | Alnoudji 37e · Mboma 76e · Lauren 86e |     | Mutairi 63e · Mubarak 88e | Spectateurs : 26 730 Arbitrage : Grimshaw (NZL) | Spectateurs : 26 730 Arbitrage : Grimshaw (NZL) |
| 19:00             | Rapport                               |     |                           | Spectateurs : 26 730 Arbitrage : Grimshaw (NZL) | Spectateurs : 26 730 Arbitrage : Grimshaw (NZL) |

| 16 septembre 2000 | États-Unis  | 1–1 | Cameroun  | Bruce Stadium, Canberra                       |                                               |
| 20:00             | Vagenas 64e |     | Mboma 16e | Spectateurs : 22 379 Arbitrage : Yanten (CHI) | Spectateurs : 22 379 Arbitrage : Yanten (CHI) |
| 20:00             | Rapport     |     |           | Spectateurs : 22 379 Arbitrage : Yanten (CHI) | Spectateurs : 22 379 Arbitrage : Yanten (CHI) |

| 19 septembre 2000 | Tchéquie  | 1–1 | Cameroun   | Brisbane Cricket Ground, Brisbane               |                                                 |
| 20:00             | Došek 53e |     | Lauren 24e | Spectateurs : 23 442 Arbitrage : Micallef (AUS) | Spectateurs : 23 442 Arbitrage : Micallef (AUS) |
| 20:00             | Rapport   |     |            | Spectateurs : 23 442 Arbitrage : Micallef (AUS) | Spectateurs : 23 442 Arbitrage : Micallef (AUS) |

Quart de finale
| 23 septembre 2000 | Brésil         | 1–2 a. p. | Cameroun                | Brisbane Cricket Ground, Brisbane             |                                               |
| 19:00             | Ronaldinho 90+ |           | Mboma 17e · M'Bami 113e | Spectateurs : 37 332 Arbitrage : Fandel (GER) | Spectateurs : 37 332 Arbitrage : Fandel (GER) |
| 19:00             | Rapport        |           |                         | Spectateurs : 37 332 Arbitrage : Fandel (GER) | Spectateurs : 37 332 Arbitrage : Fandel (GER) |

Demi-finale
| 26 septembre 2000 | Chili            | 1–2 | Cameroun                      | Melbourne Cricket Ground, Melbourne        |                                            |
| 21:00             | Abanda 78e (csc) |     | Mboma 84e · Lauren 89e (pen.) | Spectateurs : 64 338 Arbitrage : Bré (FRA) | Spectateurs : 64 338 Arbitrage : Bré (FRA) |
| 21:00             | Rapport          |     |                               | Spectateurs : 64 338 Arbitrage : Bré (FRA) | Spectateurs : 64 338 Arbitrage : Bré (FRA) |

Finale
| 30 septembre 2000 | Cameroun                               | 2–2             | Espagne                            | Olympic Stadium, Sydney                            |                                                    |
| 12:00             | Amaya 53e (csc) · Eto'o 58e            |                 | Xavi 2e · Gabri 45e                | Spectateurs : 104 098 Arbitrage : Ramos Rizo (MEX) | Spectateurs : 104 098 Arbitrage : Ramos Rizo (MEX) |
| 12:00             | Rapport                                |                 |                                    | Spectateurs : 104 098 Arbitrage : Ramos Rizo (MEX) | Spectateurs : 104 098 Arbitrage : Ramos Rizo (MEX) |
| 12:00             | Mboma · Eto'o · Njitap · Lauren · Wome | Tirs au but 5–3 | Xavi · Capdevila · Amaya · Albelda | Spectateurs : 104 098 Arbitrage : Ramos Rizo (MEX) | Spectateurs : 104 098 Arbitrage : Ramos Rizo (MEX) |

### Judo
Les trois judokas camerounais ont perdu tous leurs combats.
| Athlète              | Compétition | 1/32 de finale        | 1/16 de finale      | 1/8 de finale       | Quarts de finale    | Demi-finales        | Finale              |
| Athlète              | Compétition | Adversaire Résultat   | Adversaire Résultat | Adversaire Résultat | Adversaire Résultat | Adversaire Résultat | Adversaire Résultat |
| -------------------- | ----------- | --------------------- | ------------------- | ------------------- | ------------------- | ------------------- | ------------------- |
| Jean-Claude Cameroun | (-66 kg)    | Ivan Baglayev Défaite | –                   | –                   | –                   | –                   | –                   |

| Athlète             | Compétition | 1/32 de finale           | Repêchage                  |
| Athlète             | Compétition | Adversaire Résultat      | Adversaire Résultat        |
| ------------------- | ----------- | ------------------------ | -------------------------- |
| Judith Esseng Abolo | (-52 kg)    | Laëtitia Tignola Défaite | –                          |
| Françoise Nguele    | (-57 kg)    | Maria Pekli Défaite      | Zulfiyya Huseynova Défaite |